# David Florence
David Florence, född den 8 augusti 1982 i Aberdeen, Storbritannien, är en brittisk kanotist.
Han tog därefter OS-silver i C1 i slalom i samband med de olympiska kanottävlingarna 2008 i Peking.
Han tog OS-silver i C2 i slalom i samband med de olympiska kanottävlingarna 2012 i London tillsammans med Richard Hounslow. De två tog silver i samma klass även vid de olympiska kanottävlingarna 2016 i Rio de Janeiro.